# Marcello Pagnini
Marcello Pagnini (Pistoia, 21 marzo 1921 – Pistoia, 29 giugno 2010) è stato un critico letterario e anglista italiano, professore emerito di Lingua e Letteratura inglese presso l’Università di Firenze, membro dell’Accademia dei Lincei e dell’Accademia La Colombaria dal 1995.

## Biografia
Laureato in Lingua e Letteratura tedesca nel 1946 fu poi assistente di Lingua e Letteratura inglese all’Università di Pisa dal 1952 al 1957 e incaricato di Linguistica nel 1961. Dopo aver conseguito la libera docenza nel 1959 vinse la cattedra di Lingua e Letteratura inglese insegnando prima a Bologna e poi dal 1963 a Firenze.
Tra i primi in Italia a occuparsi anche di letteratura americana, per molti anni ne tenne l’insegnamento, accanto a quello di Letteratura inglese, alla Facoltà di Magistero dell’Università di Firenze, dove fondò la Biblioteca Americana, sviluppatasi attorno a un’importante raccolta di testi dedicati alla storia e alla letteratura dell’America, donati nel 1964 dal governo degli Stati Uniti.
Interessato in modo particolare alla teoria letteraria, nel fermento che vide gli anni sessanta ricercare un metodo formale in opposizione al crocianesimo, Pagnini partecipò alla prima stagione degli studi strutturalisti e semiotici, con Maria Corti, Cesare Segre, D’Arco Silvio Avalle, Stefano Agosti, Umberto Eco e altri (si veda il suo Struttura letteraria e metodo critico, del 1967). 
Scrisse pionieristici lavori sulla lingua “musicata” (Lingua e musica, 1974) e sul teatro classico da una prospettiva semiotica. In ambito letterario, i suoi interessi scientifici lo portarono a indagare periodi storici, in particolare il Settecento e il Romanticismo, e ad analizzare con grande finezza e acume critico l’opera di autori quali Shakespeare, George Chapman, William Collins, William Wordsworth, Samuel T. Coleridge, William Blake, Alfred Tennyson, Herman Melville, Ezra Pound, Wallace Stevens, Nathaniel Hawthorne, T.S. Eliot.
Con il volume Pragmatica della letteratura (Sellerio, 1980) dedicò ancora una monografia alla riflessione teorica, ampliando la questione della forma e della struttura alla considerazione del “contesto”, cioè dei sistemi del mondo extratestuale, cui la letteratura, sia pure nella sua autonomia, è legata. 
L’importanza che Pagnini attribuiva al contesto storico e culturale nello studio della letteratura fu alla base dell’importante collana di volumi, da lui ideata e curata, I contesti culturali della letteratura inglese, pubblicati da Il Mulino negli anni tra il 1986 e il 1994.

## Opere principali

### Saggistica
- La lingua inglese negli Stati Uniti, Le Lingue Estere, Firenze, 1950.
- La poesia di W. Wordsworth, Feltrinelli, Milano, 1959.
- Lirici carolini e repubblicani (a cura di), ESI, Napoli, 1961.
- La poesia di William Collins, Adriatica, Bari, 1964.
- Struttura letteraria e metodo critico: con esempi tolti principalmente alle letterature inglese e anglo-americana, D'Anna, Messina-Firenze, 1967.
- Elementi di ritmo e intonazione della lingua inglese, Liguori, Napoli, 1969.
- Critica della funzionalità, Einaudi, Torino, 1970.
- Lingua e musica: proposta per un'indagine strutturalistico-semiotica, Il Mulino, Bologna, 1974.
- Rhapsody: tre studi su una lirica di T. S. Eliot (con Alessandro Serpieri e Anthony L. Johnson), Bompiani, Milano, 1974.
- Estructura literaria y método crítico, Cátedra, 1975.
- Pragmatica della letteratura, Sellerio, Palermo, 1980 (traduzione in inglese The Pragmatics of Literature, Indiana University Press, 1987)
- Il romanticismo (a cura di), Il Mulino, Bologna, 1986.
- Semiosi. Teoria ed ermeneutica del testo letterario, Il Mulino, Bologna, 1988.
- Letteratura ed ermeneutica, L. S. Olschki, Firenze, 2002.

### Curatele
- Alfred Tennyson, Selected Poems, Mursia, Milano, 1963.
- William Blake, Jerusalem, 2 voll., Giunti, Firenze, 1994.
- Samuel Taylor Coleridge, I poemi demoniaci, Giunti, Firenze, 1996.

| Controllo di autorità | VIAF (EN) 79032564 · ISNI (EN) 0000 0001 1677 9344 · SBN CFIV008506 · BAV 495/299656 · LCCN (EN) n80164755 · GND (DE) 119355124 · BNF (FR) cb11918410d (data) · J9U (EN, HE) 987007431711105171 |